# Spearpoint 80

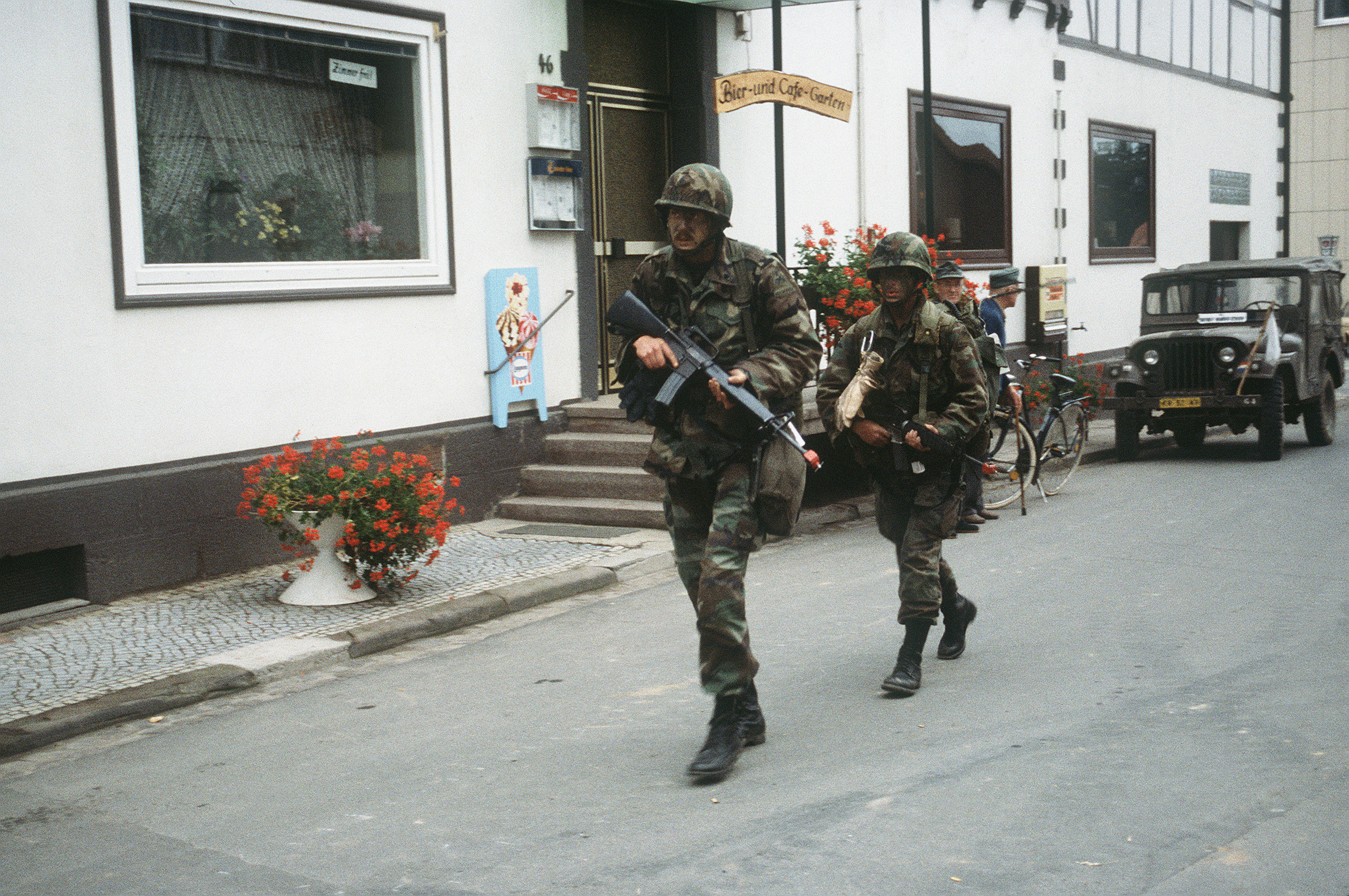
Spearpoint 84 (passt zeitlich nicht zu Spearpoint 80)

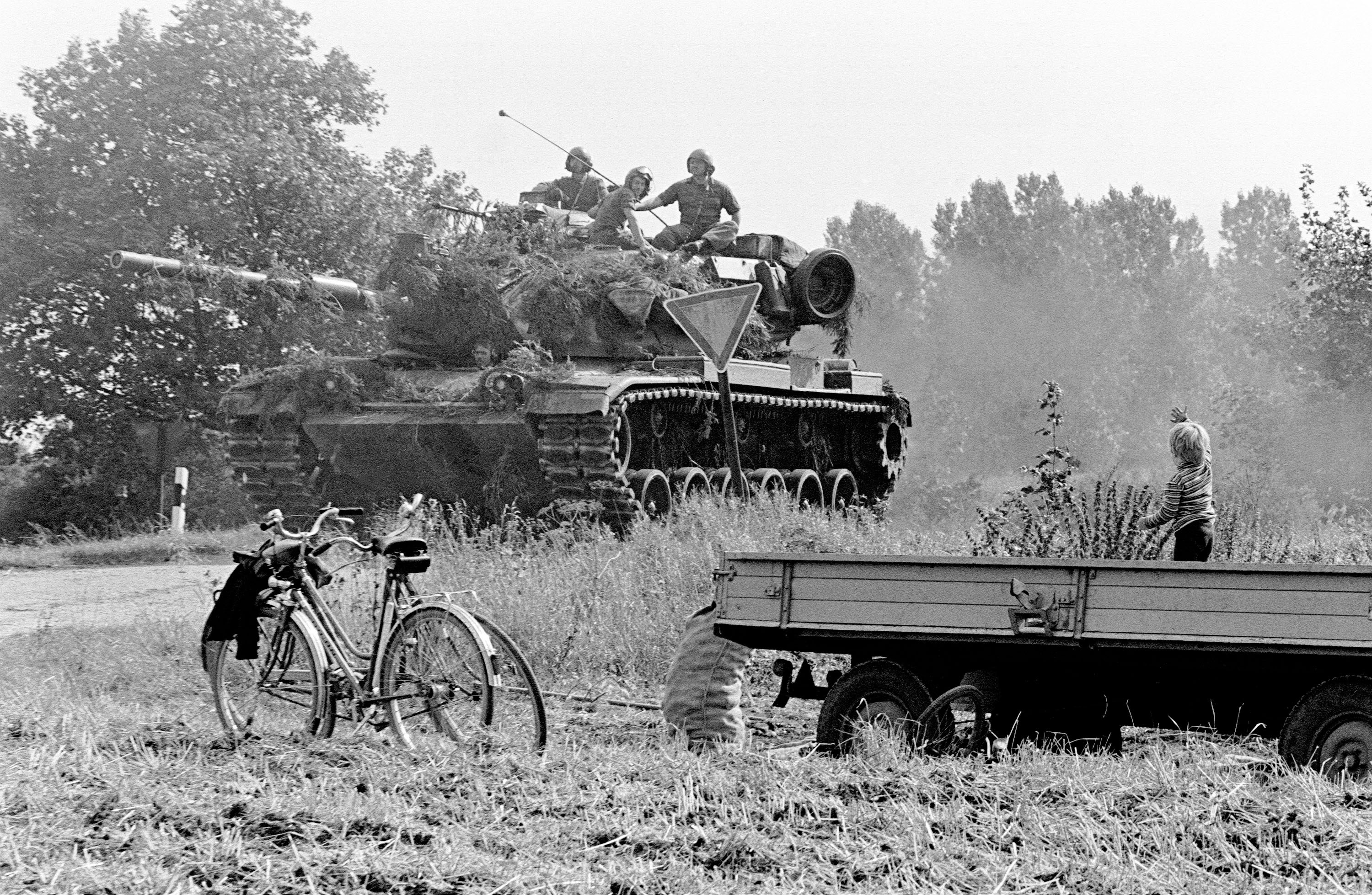
REFORGER Panzerbewegung in den Niederlanden 1980

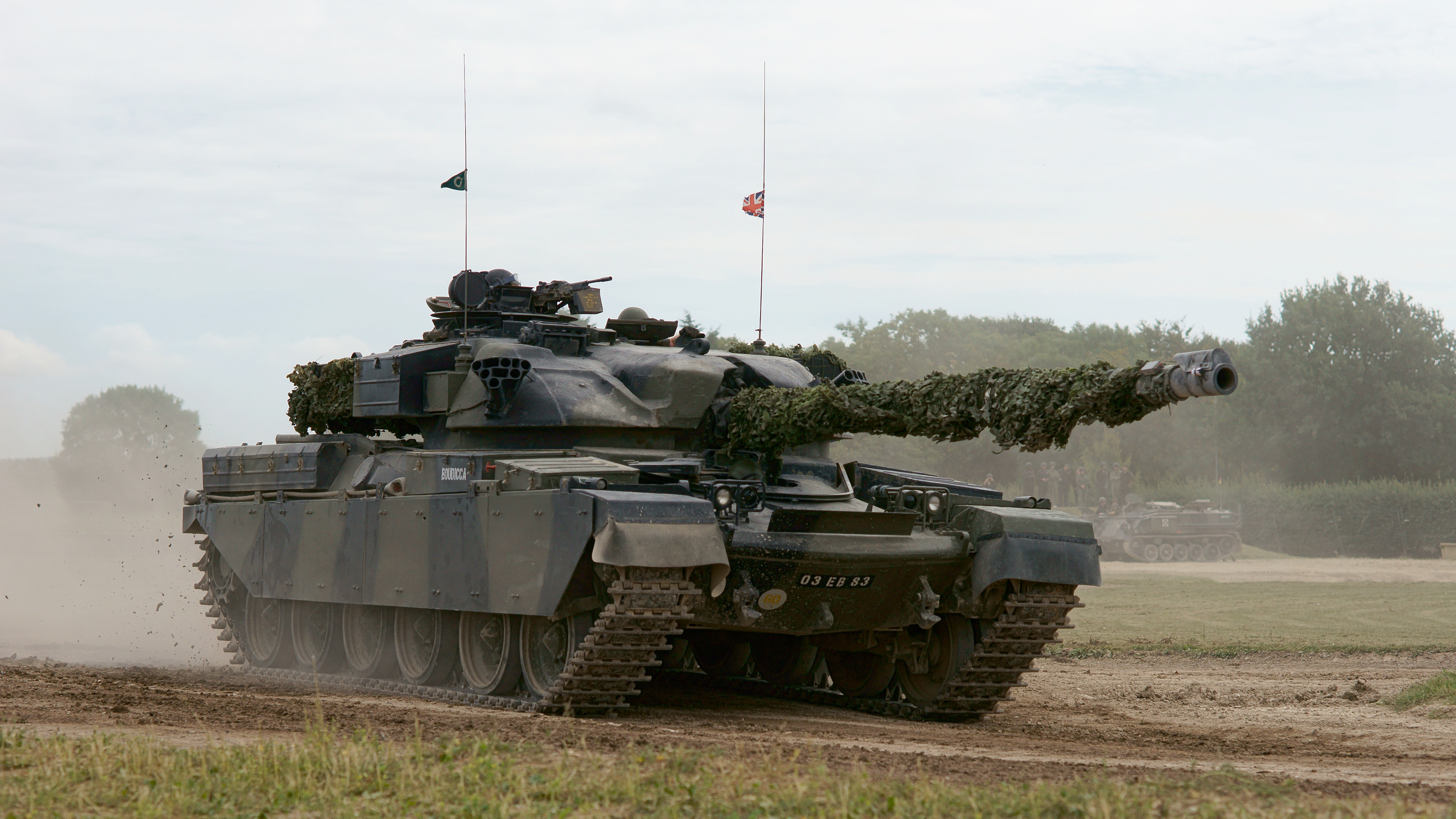
Chieftain Kampfpanzer

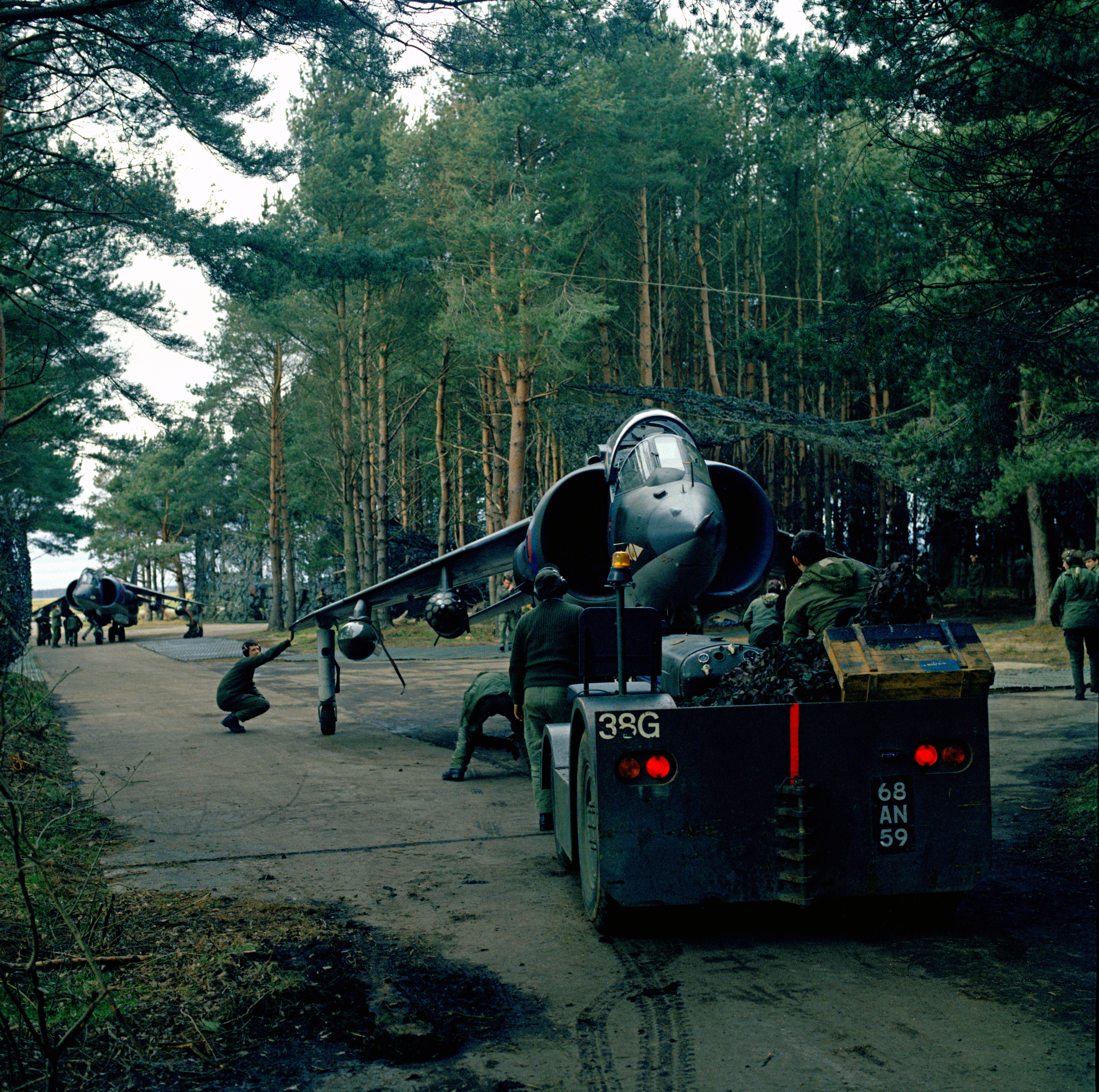
Harrier Senkrechtstarter auf Startbahn im Wald

Spearpoint 80/Crusader 80 (en. „Speerspitze/Kreuzritter“) war ein britisches-deutsch-US-amerikanisches FTX -Großmanöver in Niedersachsen im Herbst 1980. Es war das bis dato größte britische Militärmanöver auf deutschem Boden nach dem Zweiten Weltkrieg.

## Truppengliederung
Die Übungsleitung führte das I. UK-Korps unter dem Befehl von Generalleutnant Sir Peter Leng durch.
Die Übungstruppe BLAU setzte sich wie folgt zusammen:
- 1st UK-Armoured Division (Chieftain Kampfpanzer[5])
- 2nd UK-Armoured Division
  - Duke of Edinburgh Royal Regiment
- 4. UK-Armoured Division (Phase 1 bei BLAU)
- 7th UK-Field Force (Versuchsbrigade[6])
- 9th US-Infantry Division, durch REFORGER-Maßnahmen herangeführt
- 30th UK-Engineers Group (TA[7])

Feinddarstellung durch Truppe ORANGE:
- 4. UK-Armoured Division (Phase 2 bei ORANGE)
- Panzerbrigade 3, Nienburg/Weser
  - Panzerbataillon 33 (Leopard 1)
  - Panzergrenadierbataillon 32 (SPz Marder)
  - Panzerbataillon 334
  - Panzerartilleriebataillon 335 (M109)
  - Panzerpionierbataillon 1, Holzminden
- 2nd US-Armored Division „Hell on Wheels“ (Phase 4 bei BLAU)
  - Headquarters/Divisionsgefechtsstand (REFORGER-Truppe)
  - 17th US-Engineer Battalion, Texas (REFORGER-Truppe)
  - 1st Brigade (REFORGER-Truppe)
  - 2nd Brigade (REFORGER-Truppe)
  - 3rd Brigade, Garlstedt
- Teile 82nd US-Airborne Division, Fort Bragg, North Carolina, USA
  - Headquarters/Divisionsgefechtsstand
  - 3rd Battalion/325th Infantry Regiment (Air Assault/Airborne aus Fort Bragg mit 600 Soldaten)
  - 3/39 US-Infantry
  - 15th UK-AirMobile (TA)
  - 2nd UK-Battalion „Royal Greenjackets“
  - B-Company/1st Battalion „Worcestershire and Sherwood Forresters“
- Luftunterstützung durch Kampfflugzeuge und Jagdbomber im Rahmen von „Cold Fire 80“:
  - 2nd ATAF unter dem Befehl von Air Marshal Sir Peter Terry
  - 4th ATAF

Den Leitungs- und Schiedsrichterdienst stellten folgende Teile:
- 3. UK-Armoured Division
- 3. US-Armored Division
- Panzergrenadierbrigade 2, Braunschweig

## Auftrag
1. 15. bis 16. September 1980 Mobilisierung der Kräfte[4]
2. 17. September 1980 Phase 1. Gefecht der Angriffsverzögerungstruppen[4]
3. 18. bis 20. September 1980 Phase 2. Gefecht in der Hauptverteidugungsposition[4]
4. 21. bis 23. September 1980 Phase 3. Operation „Goodwood“. Fesselungsgefecht[4]
5. 24. bis 26. September 1980 Phase 4. Gegenangriff BLAU[4]
6. 26. September 1980 Übungsende[4]

Spearpoint sollte auf „realistische und fordernde Weise“ eine Bedrohungslage durch den Warschauer Pakt nachstellen und sei aufgrund des jugoslawischen Staatschef Tito und dem sowjetischen Einmarsch in Afghanistan unerlässlich.

## Umfang
An Spearpoint 80 waren ca. 100.000 Soldaten(94.000 Soldaten bei „Crusader 80“, von den Nationalitäten her: 76.300 UK, 22.000 – davon 17.000 durch REFORGER-Maßnahmen aus den USA in den Übungsraum verlegt – USA und 3.700 BRD), 18.000 Rad- und 2.788 Kettenfahrzeuge beteiligt.
Zentrum der Übung war der Großraum um Hannover, wobei sich die offenen Kampfhandlungen auf die Hildesheimer Börde konzentrierten. Die simulierten Gefechte verlagerten sich im Folgenden zwischen Braunschweig und Hildesheim, beidseits der B1, sowie im südwestlichen Raum von Hannover bei Pattensen, Stadthagen und Hameln. Der Übungsraum wurde im Norden zwischen Bielefeld und Wolfsburg von der A2, im Osten von einer gedachten Führungslinie zwischen Wolfsburg und Goslar und im Süden von der B64 zwischen Seesen, Holzminden und Paderborn begrenzt. Den Auftakt für Spearpoint erfolgte nordöstlich des Ruhrgebietes, wo ein Hauptstrom von Militärfahrzeugen auf der Strecke Minden – Hannover in Bewegung gesetzt wurde. Das Gebiet des Aufeinandertreffens bildete das Leinetal, beziehungsweise Leinebergland.

## Ablauf
Die Übung, deren Vorplanung zwei Jahre in Anspruch nahm, fand in der Zeit vom 14. bis 26. September 1980 im Raum zwischen Braunschweig, Wolfenbüttel, Goslar, Northeim, Hannover, Hameln und Minden statt. Bis zum 15. September 1980 wurden aus Großbritannien 10.000 Berufssoldaten und 20.000 Reservisten nach Niedersachsen transportiert. Der Truppentransport und deren 8.000 Fahrzeugen aus England erfolgte über Antwerpen, Brüssel, Düsseldorf und Gütersloh.
Der Ballungsraum von Spearpoint 80, in dem am 14. September der Aufmarsch begann, befand sich um Hildesheim, Hannover, Alfeld und Hameln. Brückenschläge fanden durch die Panzerbrigade 3, nachdem sie ihren Verfügungsraum südlich von Peine verlassen hatte, über vier US-MFAB Brücken (Mobile Floating Assault Bridge) über die Leine bei Schulenburg (durch das 17. US-Pionierbataillon) und die Weser statt. Diese Brückenköpfe wurden durch ORANGE gesichert.
Im Rahmen von Spearpoint 80 ereigneten sich folgende Luftlandungen:
- 17. September 1980.[4] 15:02 Uhr. Luftlandung des 3. Bataillon/82. US-Airborne Division mit 600 Soldaten und leichtem Kraftfahrgerät im Raum Algermissen (Algermissen/Lühnde/Bledeln) aus zehn Lockheed C–141A „Starliftern“ aus 300 Metern Höhe abgesetzt. Die Maschinen waren in Fort Bragg (North Carolina) gestartet. Abgesetzt wurde sie in einminütigen Intervallen, wobei in Pulks von zwei bis drei C–141A angeflogen wurde. Der Landeraum betrug etwa 400 × 2000 Meter. Erste organisierte Aktionen der gelandeten Fallschirmjäger waren erst nach einer Stunde möglich.
- 20. September 1980.[4] Ostrand von Osterwald auf dem gleichnamigen Höhenzug. Es wurden Soldaten des 16. schottischen Bataillons,[9] aus Glasgow kommend, aus sieben Lockheed C–130E „Hercules“ hinter den Linien von BLAU,[10] unterhalb der Marienburg,[5] abgesetzt. Es wurde in zweiminütigen Abständen je 45 Soldaten aus 300 Metern Höhe abgesetzt. Die Landezone war 150 × 700 Meter groß. Das Sammeln der Kräfte dauerte 20 Minuten. Im Rahmen der Operation „Goodwood“ wurden insgesamt 3.000 Fallschirmjäger ORANGE in einem Schubangriff aus östlicher Richtung abgesetzt. In der Feldmark kam es zu mehreren Explosionen, dem Einsatz von 120 Panzern inklusive Abschüssen aus Laserkanonen, sowie simulierten Luftkämpfen.[5] Der Gegenangriff von BLAU ereignete sich in den Orten Degersen und Redderse.[5] BLAU reagiert mit MILAN-Angriffen aus Panzerabwehrstellungen in den Ortschaften Langreder, Egestorf, Gehrden und Leveste.[5] Man stellte eine Trefferquote von 80 % nach. Der Panzerangriff ROT wurde auch vor Minenfelder gebrochen, die sich vor den Ortschaften Gehrden, Wennigsen und Degersen befanden. Die Luftunterstützung wurde durch tieffliegende Hubschrauber und Harrier-Senkrechtstarter geleistet.[5]
- Luftlandung von Teilen der 82. US-Airborne Division[4] bei Abbensen mittels zweier Chinook-Transporthubschraubern.

In der Artilleriekaserne Gütersloh wurde in einem Garagenkomplex ein Feldhospital mit einer Kapazität von 400 Betten eingerichtet. Außerdem wurden fünf Korpsversorgungspunkte (Replenishment Parks), einer davon in Gütersloh, eingerichtet. Der dritte Teil von „Crusader 80“ bildete eine sogenannte „Telephone Battle (Stabsrahmenübung)“ die im östlichen England stattfand.
Spearpoint 80 untergliederte sich in vier Einzelphasen:
- Phase 1.[4] 17. September 1980: Verzögerungsgefecht der 4. UK-Armoured Division. Angriff ORANGE sollte für mindestens 24 Stunden gebunden werden, damit 1st und 2nd UK-Armoured Division Zeit gewinnen, um ihre Verteidigungspositionen vorzubereiten. ORANGE griff aus dem Raum Braunschweig-Wolfenbüttel in Richtung Westen an und BLAU musste sich hinter der Leine zurückziehen.
- Phase 2.[4] 18. bis 20. September 1980: Einbruchsgefecht durch ORANGE und Gefechte entlang der Verzögerungslinie (VZL). Am 18. September trafen beide Konfliktparteien im Raum Elze, Sarstedt und Hoheneggelsen aufeinander. Es kam zu Kämpfen im Raum Braunschweig-Hildesheim. Die 4. UK-Armoured Division wechselte die Seite. Vorstoß durch ORANGE bis zur Leine und sie erreichen einen Brückenkopfbildung am Westufer.
- Phase 3.[4] 21. bis 23. September 1980: Operation „Goodwood“ durch BLAU (im Raum Ronnenberg bis Barsinghausen in Anlehnung an die alliierte Operation 1944 in der Normandie[5]). Kampf in einem Verteidigungsbereich des Beckens von Coppenbrügge. ORANGE griff mit der PzBrig 3 im Süden und der 4. UK-Armoured Division im Norden an. Fesselungsgefecht Raum Pattensen-Springe und Bennigsen. Nach zwei Gefechtstagen legte ORANGE eine Gefechtspause zur Konsolidierung ein. BLAU bereitete den Gegenangriff vor. Die 2nd US-Armored Division wechselte dazu zu BLAU. Die entscheidenden Angriffe erfolgten am 23. September 1980.[5]
- Phase 4.[4] 24. bis 26. September 1980: Gegenangriff von BLAU in Richtung Osten, schwerpunktmäßig geführt durch die 2nd US-Armored Division. Gefechte beiderseits der B3 zwischen Laatzen und Alfeld. Am 25. September verlagerte sich das Geschehen in den östlichen LK Hildesheim hinein. Offizielles Übungsende am 26. September 1980, nachdem ORANGE erfolgreich zurückgeschlagen ist.

Aufgrund der starken Manöverschäden im Deistergebiet, insbesondere im Raum Barsinghausen, wurde beschlossen, bebaute Landstriche und Siedlungen in Zukunft von Manöverhandlungen auszunehmen.

## Medien
- Die großen Übungen der Bundeswehr 2. DVD. Breucom-Medien, 2011, ISBN 978-3-940433-33-6.
- TG-9022 Spearpoint 80. Britische und Amerikanische Kräfte gegen die Bedrohung aus dem Osten.Tankograd Publishing. 2014.
- Ken Howard: Exercise Crusader. Spearpoint 80. A Sketch Book. Hampton. Four Winds Press. 1980.